# ديفيد رايمر
ديفيد رايمر (اسم الولادة بروس بيتر رايمر؛ 22 أغسطس 1965 - 4 مايو 2004) كان رجلاً كنديًا ولد ذكرًا لكنه نشأ كفتاة بعد استجابة والدته لمشورة طبية بالقيام بتدخل جراحي لتحويله إلى أنثى في أول عملية لتحويل ذكر طبيعي إلى أنثى لتجاوز مشكلة تأذى قضيبه أثناء عملية ختان فاشل في طفولته.
أشرف عالم النفس جون موني على القضية وادَّعى أن إعادة تعيين الجنس كانت ناجحة واعتبرها دليلًا على توجهات جامعية انتشرت وقتها بأن الهوية الجنسية أم متعلق بالتنشئة في المقام الأول وليس بالطبيعة البيولوجية. ذكر عالم الجنس الأكاديمي ميلتون دياموند لاحقًا أن إدراك رايمر أنه لم يكن فتاة تبلور بين سن 9 و 11 عامًا، وأنه كان يعيش كذكر في سن 15 عامًا. اشتهر رايمر في الأوساط الطبية لسنوات دون الكشف عن هويته بقضية "جون / جوان"، ثم أعلن لاحقًا عن قصته للمساعدة في إيقاف الممارسات الطبية المماثلة. وفي سن 38، انتحر بعد إصابته باكتئاب حاد.

## حياته

### الطفولة
ولد ديفيد رايمر في وينيبيغ، مانيتوبا، في 22 أغسطس 1965، مع توأم متطابق وكان هو الأكبر سنًا. كان اسمه في الأصل بروس، وتوأمه المتماثل اسمه بريان. كان والداهما جانيت ورون رايمر، زوجان من أصول مينونايت تزوجا في ديسمبر السابق. في سن ستة أشهر، بعد معاناة من عسر في التبول لكلا التوأمين، شُخِّص الصبيان بالإصابة بتضيق القلفة. أُحِيل الطفلين لإجراء عملية الختان في سن سبعة أشهر. أجرى الطبيب العام الدكتور جان ماري عملية الختان باستخدام طريقة جديدة غير تقليدية هي الكي الكهربائي،   ولكن هذا الإجراء لم ينجح كما خطط الأطباء، واحترق قضيب ديفيد بشكل يتعذر بعده إصلاحه جراحيًا. اختار الأطباء عدم إجراء عملية جراحية لبريان، الذي سرعان ما تم التخلص من حالة تضيق القلفة دون تدخل جراحي.
قلق الوالدان بشأن آفاق ابنهما لتحصيل السعادة المستقبلية والوظيفة الجنسية وهو بدون قضيب، فأخذه إلى مستشفى جونز هوبكنز في بالتيمور في أوائل عام 1967 لرؤية جون موني، عالم النفس الذي كسب سمعته كرائد في مجال التطور الجنسي والهوية الجنسية، بناءً على عمله مع المرضى الخنثى أو ثنائيي الجنس. كان موني مؤيدًا بارزًا لـ «نظرية الحياد بين الجنسين» - القائلة بأن تطور الهوية الجنسية يعتمد في المقام الأول على التعلم الاجتماعي منذ الطفولة المبكرة وأنه يمكن تغييرها عبر التدخلات السلوكية المناسبة. شاهد آل رايمرز مقابلة موني في فبراير 1967 في البرنامج الإخباري الكندي الذي يلخص أحداث الأسبوع هذه الساعة فيها سبعة أيام، ناقش خلالها نظرياته حول الجنس.
وقد كان البناء الجراحي للمهبل أكثر تطورًا من جراحة بناء القضيب في ذلك الوقت، واعتقد موني أن رايمر ستكون أسعد في مرحلة البلوغ عندما تعيش كامرأة ذات أعضاء تناسلية تعمل. كما اعتبر موني أن حالة يشارك فيها توأمان متماثلان يمكن لأحدهما أن يربى كفتاة ويستمر التوأم الآخر كشاهد ذكر قد قدمت اختبارًا مثاليًا لنظرياته.
أقنع فريق موني عائلة هوبكنز والدي الطفل بأن جراحة تغيير الجنس ستكون في مصلحة رايمر. في عمر 22 شهرًا، خضع ديفيد لعملية استئصال الخصيتين، فاستئصلت الخصيتين جراحيًا وبدأ تشكيل الفرج البدائي.  أعيد تعيين ديفيد لينشأ كأنثى وسمي بريندا (ليشابه اسم ميلاده "بروس"). وقدم الدعم النفسي له لتغيير الجنس والجراحة من قبل  جون موني، الذي استمر في متابعة رايمر سنويًا  للاستشارات ولتقييم النتيجة. اعتبرت عملية إعادة تعيين الجنس هذه حالة اختبار مهمة بشكل خاص لمفهوم التعلم الاجتماعي لتشكيل الهوية الجنسية لسببين: السبب الأول هو أن شقيق رايمر التوأم المتطابق "برايان" صنع شاهدًا ضابطًا مثاليًا لأن كلا الأخوين يتشاركان الجينات ، والبيئات الأسرية ، و البيئة داخل الرحم. والسبب الثاني، اشتُهر أن هذا هو أول عملية إعادة تعيين جنس وإعادة بناء أجريت على طفل رضيع ليس لديه أي شذوذ في التمايز الجنسي قبل الولادة أو في وقت مبكر بعد الولادة.

### "تدريبات جنسية" قسرية
تابع موني الإشراف والإبلاغ عن تطور جنس التوأم باعتباره "حالة جون / جوان" حتى بلغ عمر التوأمان 13 عامًا.[بحاجة لمصدر]
وفقًا لما نشره الكاتب جون كولابينتو، من سيرة ذاتية عن ديفيد رايمر في عام 2001 بعنوان: "كما صنعته الطبيعة، الصبي الذي نشأ كفتاة". تضمنت جلسات موني ما أسماه «ممارسة التدريبات الجنسية للطفولة»:  كان موني يرى أن السلوك التناسلي يشكل أساس النوع الاجتماعي، وأن «حركات الحوض والجماع» كانت جانبًا رئيسيًا من جوانب التنمية الجنسانية في جميع الرئيسيات. اعتبارًا من سن السادسة، وهكذا وفقًا لما ذكره بريان، أُجبر التوأم على القيام بأفعال جنسية، حيث لعب ديفيد دور المرأة - جعل موني ديفيد رايمر يضطجع على أربع، واضطر برايان إلى «الوقوف خلفه ووضعه عضوه التناسلي بين أرداف أخيه». كما أجبر موني ديفيد رايمر، في وضع جنسي آخر، على "فتح ساقيه" ووضع أخيه براين فوقه. وقد التقط موني في إحدى المرات على الأقل صورة للطفلين وهما يقومان بهذه الأنشطة.
عند مقاومة أي من الطفلين هذه الأنشطة كان موني يغضب. يتذكر كل من ديفيد وبريان أن موني كان لطيفًا مع والديهما، ولكنه كان بمزاج سيئ عندما يكون معهما بمفردهما. عندما قاوما اختبار الأعضاء التناسلية لبعضهما البعض، أصبح موني عدوانيًا جدًا. يقول ديفيد رايمر: «قال لي أن أخلع ملابسي، لكنني لم أفعل ذلك. لقد وقفت هناك. وصرخ: "الآن!" بصوت أعلى من ذلك. ظننت أنه سيجلدني. فخلعت ملابسي ووقفت هناك أرتجف».
كان التبرير المنطقي عند موني لهذه العلاجات المختلفة هو اعتقاده بأن مسرحية التدريبات الجنسية في الطفولة كانت مهمة لتحقيق «هوية جنسية صحية للبالغين».
أصيب كل من ديفيد رايمر وبريان بصدمة نفسية نتيجة لهذا العلاج، فتحدث براين عن ذلك قائلًا: «جرت التدريبات مع الكثير من الاضطراب العاطفي»، ورفض ديفيد ريمر التحدث عن التفاصيل علنًا، على الرغم من أن زوجته جين فونتان ذكرت أن ديفيد رايمر روى لها القصة نفسها على انفراد. عُثِر على بريان ميتًا بجرعة زائدة من المخدرات في سن 36، وتوفي ديفيد رايمر بالانتحار بطلق ناري عن عمر يناهز 38 عامًا. صرح والدا رايمر أن منهجية موني كانت مسؤولة عن وفاة كلا التوأمين.

### البلوغ والمراهقة
أُعطي الإستروجين لديفيد خلال فترة المراهقة، مما أدى إلى نمو الثديين.
كتب موني لعدة سنوات عن تقدم حالة ديفيد باسم "قضية جون/ جوان". كتب موني: «سلوك الطفلة واضح جدًا بأنه سلوك فتاة صغيرة نشطة ومختلف تمامًا عن الأساليب الصبيانية لأخيها التوأم.»
التحق التوأمان بمدرسة جلينوود في وينيبيغ، حيث التحق ديفيد بمدرسة آر بي راسل الثانوية المهنية، من سن 14. في النهاية توقف عن الذهاب إلى المدرسة وتلقى تعليمه بشكل خاص.
عانى ديفيد رايمر في سن 13 عامًا من اكتئاب انتحاري وأخبر والديه أنه سينهي حياته إذا جعلوه يرى موني مرة أخرى. أخيرًا، في 14 مارس 1980، أخبره والدا رايمر بالحقيقة حول عملية تغيير جنسه،  بناءً على نصيحة من طبيب الغدد الصماء والطبيب النفسي الخاص بديفيد رايمر. قرر ديفيد في الرابعة عشرة من عمره بعد أن أبلغه والده بماضيه أن يتخذ هوية جنسية ذكورية، وأطلق على نفسه اسم ديفيد. خضع لعلاج لعكس عملية تغيير الجنس، بما في ذلك حقن التستوستيرون، واستئصال الثديين، وعمليات رأب القضيب.

### مرحلة البلوغ
عمل رايمر في مسلخ ثم عمل في وظائف غريبة. في 22 سبتمبر 1990، تزوج من جين فونتان وتبنى أطفالها الثلاثة. شملت هواياته التخييم وصيد الأسماك وجمع التحف والعملات القديمة.
حظيت قضيته باهتمام دولي في عام 1997 عندما روى قصته لميلتون دياموند، وهو عالم جنس أكاديمي أقنع ديفيد رايمر بالسماح له بالإبلاغ عن النتيجة من أجل ثني الأطباء عن علاج الأطفال الآخرين بمثل تلك العمليات لتغيير الجنس. بعد فترة وجيزة، أعلن رايمر عن قصته ونشر جون كولابينتو تقريرًا واسع الانتشار ومؤثرًا في مجلة رولينج ستون في ديسمبر 1997. حاز المقال على جائزة المجلة الوطنية للتقرير.
تم توسيع هذا لاحقًا ليشمل السيرة الذاتية الأكثر مبيعًا حسب قائمة نيويورك تايمز " كما صنعته الطبيعة: الفتى الذي نشأ كفتاة" (2000)، حيث وصف كولابينتو كيف - على عكس تقارير موني - عندما كان يعيش باعتباره الفتاة بريندا، رايمر لم يحدد هويته كفتاة. تعرض للنبذ والتخويف من قبل أقرانه (الذين أطلقوا عليه اسم "امرأة الكهوف")،   ولم تجعله الفساتين المزركشة، ولا الهرمونات الأنثوية يشعر بأنه أنثى.

### انتحاره
بالإضافة إلى علاقته الصعبة مدى الحياة مع والديه، عانى رايمر من البطالة ووفاة شقيقه برايان من جرعة زائدة من مضادات الاكتئاب في 1 يوليو 2002. في 2 مايو 2004، أخبرته زوجته جين أنها تريد الانفصال. في صباح يوم 4 مايو / أيار 2004 ، قاد رايمر سيارته إلى موقف للسيارات في محل بقالة في مسقط رأسه وينيبيغ وأطلق النار على رأسه ببندقية مقطوعة. كان يبلغ من العمر 38 عامًا.  دُفِن في مقبرة القديس فيتال في وينيبيغ.
لم يعلق موني علنًا على كتاب كولابينتو (السيرة الذاتية لديفيد) أو على انتحار ديفيد رايمر قبل وفاته، على الرغم من أن زملاءه قالوا إنه "مصدوم" بسبب القضية.